# Angel Dlamini
Angel Dlamini, anche nota come Inkhosikati LaGija (15 giugno 1979), è la settima Inkhosikati (regina consorte) di eSwatini dal 1998, come moglie di Mswati III.

## Biografia
Nel maggio 2012 abbandonò la famiglia reale verso il Sudafrica, a causa degli abusi emotivi e fisici subiti negli anni da parte del marito, in base a quanto riferito dallo Swaziland Solidarity Network (SSN).
Tornò nel 2018, facendo un'apparizione pubblica con le altre mogli del re alla cerimonia dell'umhlanga.
Accompagnò il re durante il suo viaggio in Kenya.

## Discendenza
Angel Dlamini e Mswati III di eSwatini ebbero una figlia:
- Principessa Nkhosiyenzile (11 marzo 2003).